# Лазовая
Лазовая (Касихо) — река в России, на острове Сахалин. Впадает в залив Терпения Охотского моря. Протекает по территории Макаровского городского округа Сахалинской области.
Общая протяжённость реки составляет 36 км. Площадь водосборного бассейна насчитывает 312 км². Берёт начало южнее горы Дракон.
Крупные притоки: Араке (16 км), Званка (16 км), Малахитовка (21 км).

## Данные водного реестра
По данным государственного водного реестра России относится к Амурскому бассейновому округу.
Код объекта в государственном водном реестре — 20050000212118300005239.